# Jovanka Radičević
Jovanka Radičević (ur. 23 października 1986 w Titogradzie) – czarnogórska piłkarka ręczna, reprezentantka kraju, prawoskrzydłowa. Obecnie występuje w węgierskim Győri ETO KC.

## Sukcesy

### reprezentacyjne
- Igrzyska Olimpijskie:
  -  2012
- Mistrzostwa Europy:
  -  2012

### klubowe
- Mistrzostwa Czarnogóry:
  -  2006, 2007, 2008, 2009, 2010, 2011
- Puchar Czarnogóry:
  -  2006, 2007, 2008, 2009, 2010, 2011
- Liga Regionalna:
  -  2010, 2011
  -  2009
- Puchar Zdobywców Pucharów:
  -  2006, 2010
- Mistrzostwa Węgier:
  -  2012
- Puchar Węgier:
  -  2012
- Liga Mistrzyń:
  -  2013
  -  2012
  -  2014, 2015, 2016

## Nagrody indywidualne
- 2012 – najlepsza prawoskrzydłowa Mistrzostw Europy (Serbia)
- 2015 – najlepsza prawoskrzydłowa Mistrzostw Świata (Dania)
- 2016 – najlepsza prawoskrzydłowa Ligi Mistrzyń